# ماريباسولا

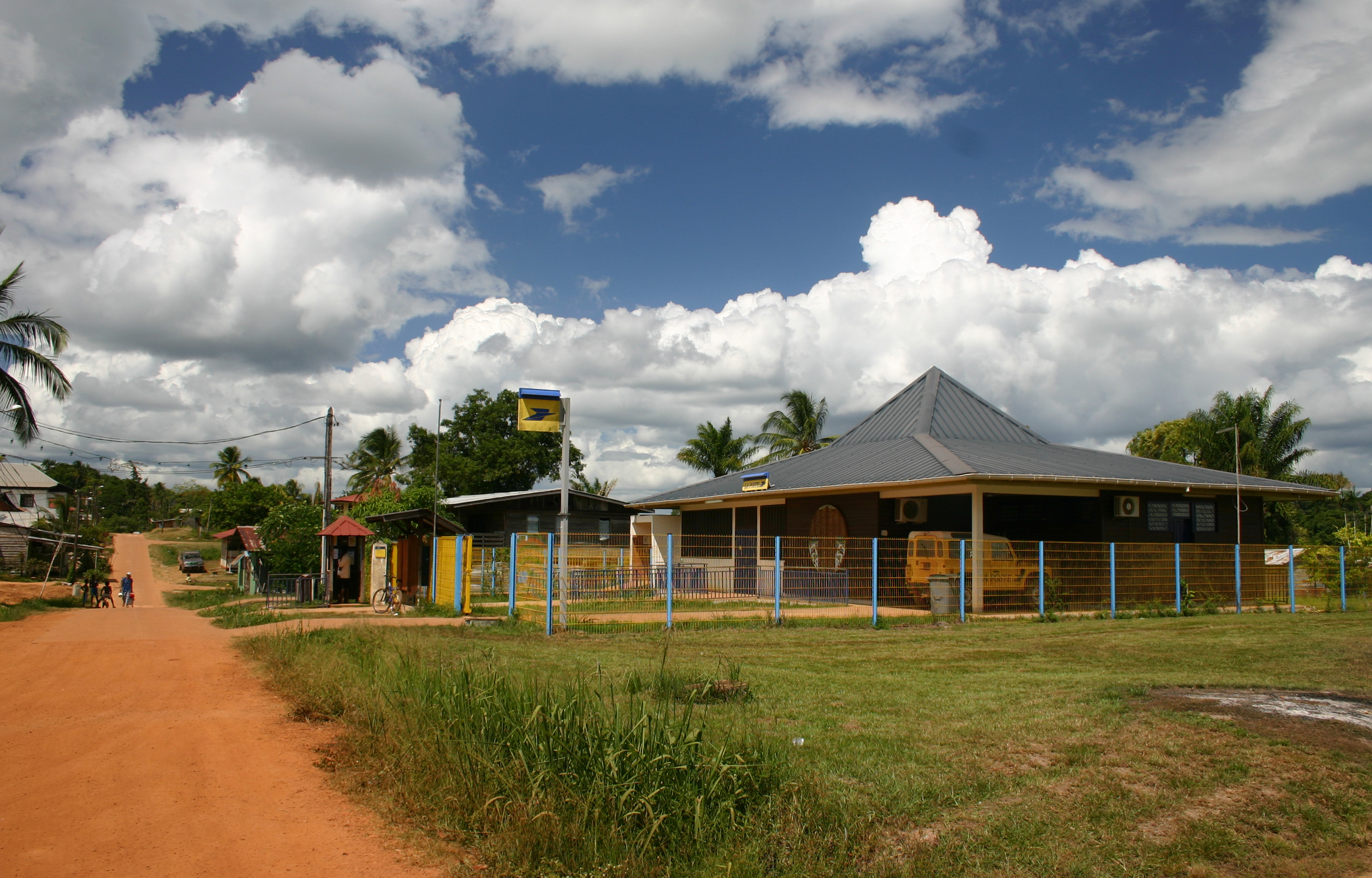
محطة بريد ماريباسولا

ماريباسولا (بالفرنسية: Maripasoula)‏ هي إحدى بلديات دائرة سان لوران دو ماروني بغويانا الفرنسية. تبلغ مساحتها 18,360 كم مربع (7,090 ميل مربع)، وهي أكبر بلدية في فرنسا، وهي في المرتبة الرابعة عشر في قائمة أكبر مدن في العالم من حيث المساحة.
‌

## المناخ
يظهر الجدول التالي التغييرات المناخية على مدار السنة لماريباسولا:
| البيانات المناخية لـماريباسولا    | البيانات المناخية لـماريباسولا | البيانات المناخية لـماريباسولا | البيانات المناخية لـماريباسولا | البيانات المناخية لـماريباسولا | البيانات المناخية لـماريباسولا | البيانات المناخية لـماريباسولا | البيانات المناخية لـماريباسولا | البيانات المناخية لـماريباسولا | البيانات المناخية لـماريباسولا | البيانات المناخية لـماريباسولا | البيانات المناخية لـماريباسولا | البيانات المناخية لـماريباسولا | البيانات المناخية لـماريباسولا |
| الشهر                             | يناير                          | فبراير                         | مارس                           | أبريل                          | مايو                           | يونيو                          | يوليو                          | أغسطس                          | سبتمبر                         | أكتوبر                         | نوفمبر                         | ديسمبر                         | المعدل السنوي                  |
| --------------------------------- | ------------------------------ | ------------------------------ | ------------------------------ | ------------------------------ | ------------------------------ | ------------------------------ | ------------------------------ | ------------------------------ | ------------------------------ | ------------------------------ | ------------------------------ | ------------------------------ | ------------------------------ |
| متوسط درجة الحرارة الكبرى °م (°ف) | 29 (85)                        | 31 (87)                        | 29 (85)                        | 30 (86)                        | 29 (85)                        | 29 (85)                        | 30 (86)                        | 31 (87)                        | 32 (89)                        | 32 (90)                        | 32 (89)                        | 30 (86)                        | 31 (87)                        |
| متوسط درجة الحرارة الصغرى °م (°ف) | 22 (71)                        | 22 (71)                        | 22 (72)                        | 22 (72)                        | 23 (73)                        | 22 (71)                        | 21 (70)                        | 21 (70)                        | 21 (70)                        | 22 (71)                        | 22 (72)                        | 22 (72)                        | 22 (71)                        |
| معدل هطول الأمطار مم (إنش)        | 240 (9.4)                      | 220 (8.8)                      | 400 (15.9)                     | 370 (14.4)                     | 430 (16.8)                     | 310 (12.1)                     | 230 (9.2)                      | 190 (7.3)                      | 110 (4.2)                      | 99 (3.9)                       | 120 (4.7)                      | 200 (7.8)                      | 2٬919 (114.5)                  |
| المصدر: Weatherbase               |                                |                                |                                |                                |                                |                                |                                |                                |                                |                                |                                |                                |                                |